# Pointe de flèche arabe souscrite vers la gauche
La pointe de flèche arabe souscrite vers la gauche est une signe diacritique vocalique de l’alphabet arabe utilisé au Sénégal notamment dans l’écriture du balante, du diola, du mandinka, du pular, du sérère, du soninké ou du wolof. Il n’est pas à confondre avec le ḍamma culbuté souscrit.

## Utilisation
Au Sénégal, le pointe de flèche arabe souscrite vers la gauche représente une voyelle mi-fermée antérieure non arrondie [e] dans l’écriture du mandinka, du pular, du sérère, du soninké avec l’ajami ou une voyelle mi-ouverte antérieure non arrondie [ɛ] dans l’écriture du balante, du diola, du wolof (wolofal). En soninké, cette voyelle est plutôt écrite avec le point plein souscrit au Mali.

## Représentation informatique
La pointe de flèche arabe souscrite vers la gauche peut être représentée avec le caractère U+08F9 Arabic left arrowhead below (pointe de flèche arabe souscrite vers la gauche).